# Leuckartiara nobilis
Leuckartiara nobilis är en nässeldjursart som beskrevs av Gustav Hartlaub 1913. Leuckartiara nobilis ingår i släktet Leuckartiara och familjen Pandeidae. Arten är reproducerande i Sverige. Inga underarter finns listade i Catalogue of Life.